# Потії

Герб Потіїв

Герб роду Потіїв II

Герб роду Ваги

Потії — український шляхетський рід із власним гербом (Ваги) в Речі Посполитій, пов'язаний особливо з Берестейською областю, а потім з Берестейським воєводством, прагнучи до рангу магнатів (особливо в 17-18 століттях).).
Походить від Тишка Ходкевича Короневського. Прізвище походить від імені Гіпаці, яке носив Патей Тишкевич, дідусь Адама (Іпатія) Потія.

## Представники
Найвідоміші представники періоду Речі Посполитої (1569—1795 рр.) :
- Адам Іпатій Потій (1541—1613) — богослов, письменник-полеміст, прихильник Берестейської унії, унійний митрополит Київський та Галицький.
- Ян Михайло Потій (помер у 1666 р.) — унійний єпископ Володимирський і Берестейський
- Леонард Габріель Потій (1632—1695) — вітебський воєвода (1686—1695), староста рогачевський, суразький и жижморський.
- Казимир Олександр Потій (1666—1728) — вітебський воєвода (1705—1728), хорунжий троцький (1692—1700), каштелян вітебський (1700—1703) і троцький (1703—1705), староста рогачовський, суразький та жижморський.
- Людовик Костянтин Потій (1664—1730) — Гетьман польний та великий литовський гетьман (1709—1730), віленський воєвода (1722—1730).
- Антоній Потій (помер у 1749 р.) — обозний великий литовський (1715—1729) та великий Литовський опікун (1729—1748), староста волковиський, суразький, радомишльський та жижморський.
- Олександр Потій (1698—1770) — Підчаший Великий Литовський (1724—1739), каштелян Вітебський (1739—1740) і Троцький (1740—1742), троцький воєвода (1742—1770), староста рогачевський, олькеницткий та ковенський.
- Леонард Потій (1720—1744) — Обозний Великий Литовський (1752—1771), Великолитовський караульний (1771—1774)
- Людовик Потій (близько 1726—1771) — Обозний Великий Литовський (1744—1748) та стражник великий литовський (1748—1771), староста Рогачевський і Олькеницький.
- Леонард Потій (бл. 1730—1774) — Обозний Великий Литовський (1752—1771) та стражник великий литовський (1771—1774), староста рогачевський і олькеницький.
- Олександр Михайло Потій (1774—1846) — Обозний Великий Литовський (1793—1795).
- Ян Потій (07.10.1799-08.07.1858) — уніатський священик, ректор духовної семінарії в Холмі, прелат і канцлер Холмської кафедральної капітули, історик. Похований на цвинтарі в Черничині

## Спрощене генеалогічне дерево
```
Ходко Юрієвич

 
Тишко Ходкевич Короневський
 † 
XV століття
, власник села Коренево поблизу 
Кам’янця Литовського

 ~ НН
 └─> Патей Тишкевич
  ~ НН
  └─> 
Лев Потій Тишкович
, королівський придворний 
1538
, королівський письменник 
1546
 
   ~ Ганна Лоза
    ├─> 
Адам Іпатій Потій
 
    │ ~ Анна 
Головня Острожецька

    │ ├─> Ян Потій	
    │ ├─> Пйотр Потій, 
литовський
 письменник землі у 
Бресті,
 
1643 рік
	
    │ │ ~ Зофія 
Казановська
 
    Po │ ├─> 
Ян Потій
 († 
1666
 ), 
уніатський
 
єпископ
 Влодзимежа-Бжега		
    │ │ ├─> Павло Потій	
    Adam │ ├─> Адам Потій	
    │ │ ├─> Себастьян Потій	
    │ │ ├─> Станіслав Потій	
    │ │ ├─> 
Леонард Габріель Потій

    │ │ │ ~ Регіна 
Огінська

    │ │ │ ├─> 
Людовик Костянтин Потій

    │ │ │ │ ~ Аніела Захаровська
    │ │ │ │ ~ Емеренцяна Варшицька
    │ │ │ │ └─> Людовіка Маріанна
    │ │ │ └─> 
Казимир Олександр Потій

    │ │ │ ~ Анна Тереза Леттау
    │ │ │ ~ Францішек Чалецька	
    Anto │ │ ├─> 
Антоній Потій
 († 1749), великий литовський гвардієць 	 
    │ │ │ │ ~ Розалія Загоровська
    │ │ │ │ └─> Людовіка Гонората Потій, чол. 
Станіслав Любомирський
	
    │ │ │ ├─> Олександр Потій
    │ │ │ │ ~ Тереза Война Ясеніцька
    │ │ │ │ ├─> Анна Потій (1720–1788), чол. 
Юзеф Скумін Тишкевич

    Lud │ │ │ ├─> Людовик Потій	
    │ │ │ │ │ ~ Вікторія Потоцька, c. 
Станіслав Потоцький

    │ │ │ │ ├─> 
Леонард
 Потій (1720-1714 VII 
1744
 ), 
обозний великий литовський
 
1752
 - 
1771
 рр., стражник великий литовський 1771- 
1774 рр.

    │ │ │ │ │ ~ Марія Олександра Радзивіл, c. 
Ольбрахт Радзивілл

    │ │ │ │ │ └─> Олександр Міхал Потій, великолитовський 
обозний 1793 р.
   
    │ │ │ │ │ ~ Анна Корженівська	
    Te │ │ │ │ ├─> Теодор Потій	
    │ │ │ │ │ └─> Ідалія Потій, чол. Адам Лев Солтан	
    │ │ │ │ └─> Кароліна Потій, 
Станіслав Радзівіл
	
    │ │ │ ├─> Міхал Потій († 1787), староста Рогачевський, староста Шморський	 	
    │ │ │ ├─> Барбара Потій (18 ст ), чол. Юзеф Бжостовський	
    │ │ │ └─> Тереза Потій, чол. Ігнаці Гумецький
    │ │ ├─> Самуель Потій, литовський 
скарбник
 Берестя	 	
    │ │ ├─> Казімєж Потій	
    │ │ ├─> Пйотр Потій	
    │ │ ├─> Теодор Потій	
    │ │ ├─> Вацлав Потій	
    │ │ ├─> Лев Потій	
    │ │ └─> Кристина Потій (17 ст.), с. Казімєж Владислав Корсак
    │ ├─> Кшиштоф Потій	
    │ ├─> Олександра Потій	
    │ ├─> Н. Н. Поцієвна	
    │ └─> Катажина Потій (близько 
1600
 - після 
1645
, чол. 
Рафал Лещинський

    ├─> Федір Потій Корженьовський
    │ ~ Анна Ірзикович
    │ └─> Кристина Потій († 16 грудня 1643 р.), чол. Фридерик Сапега 
    └─> Лев Потій
```

## Герб Потіїв

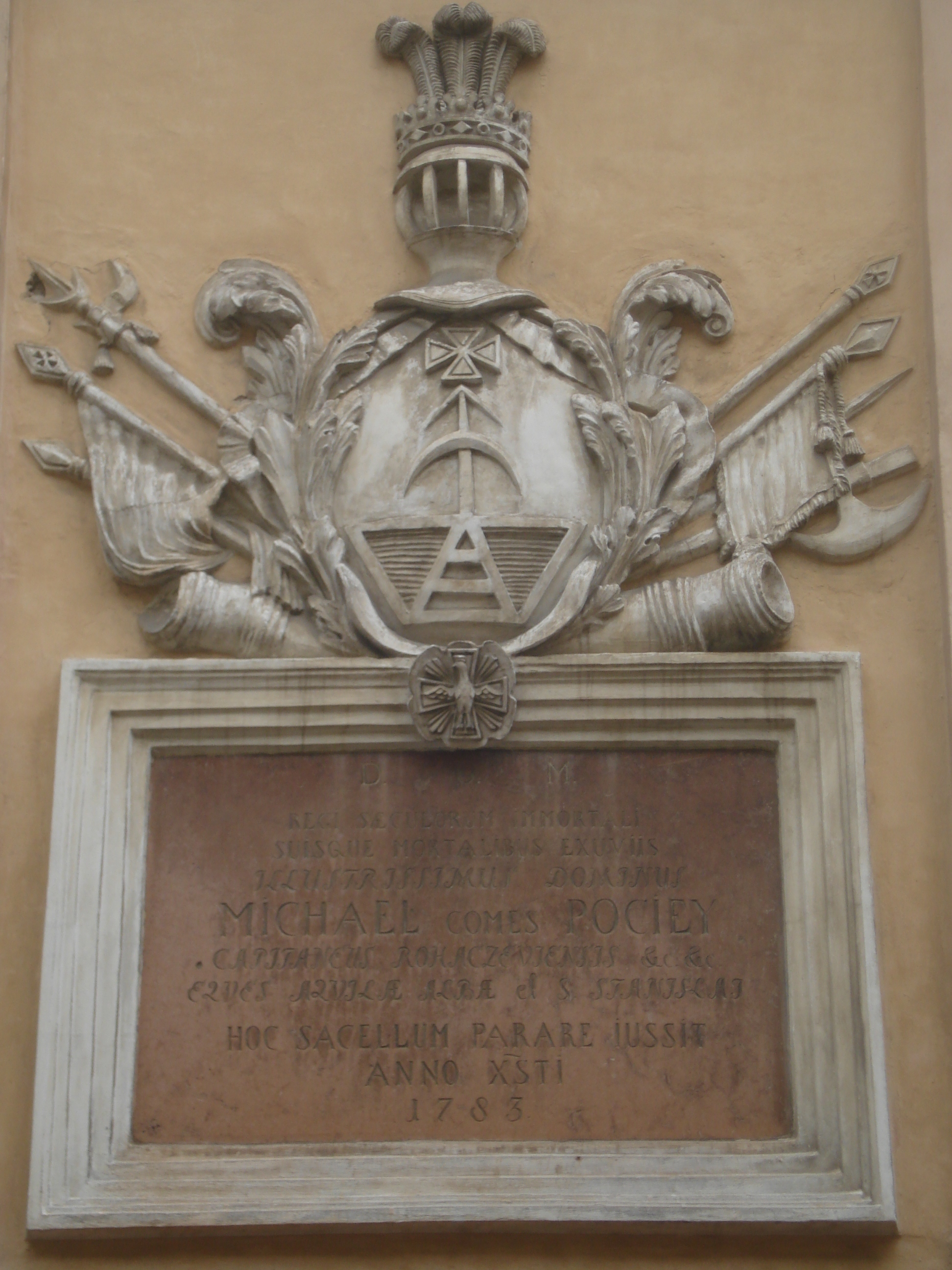
Герб роду Потіїв на стіні костелу св. Терези у Вільнюсі

Родина Потіїв використовувала власний герб, який вважався варіантом герба роду Вагів або називався гербом Потіїв. Сам герб Потіїв мав кілька різновидів, якими користувалися окремі представники родини .
У червленому полі звернений рогами вниз півмісяць, на нього направлено усічений хрест, продовження якого, розходячись донизу, наприкінці загнуті догори під кутом. Завершення цих ліній, з'єднаних між собою, перетинає їх поперечної рисою. Внизу ж, в просторі, що залишається між зазначеними лініями, поміщається Корчак.
На щиті дворянський коронований шолом. Нашоломник: три страусових пера. Намет на щиті червлений, підкладений сріблом.

## Пам'ятні місця роду Потіїв

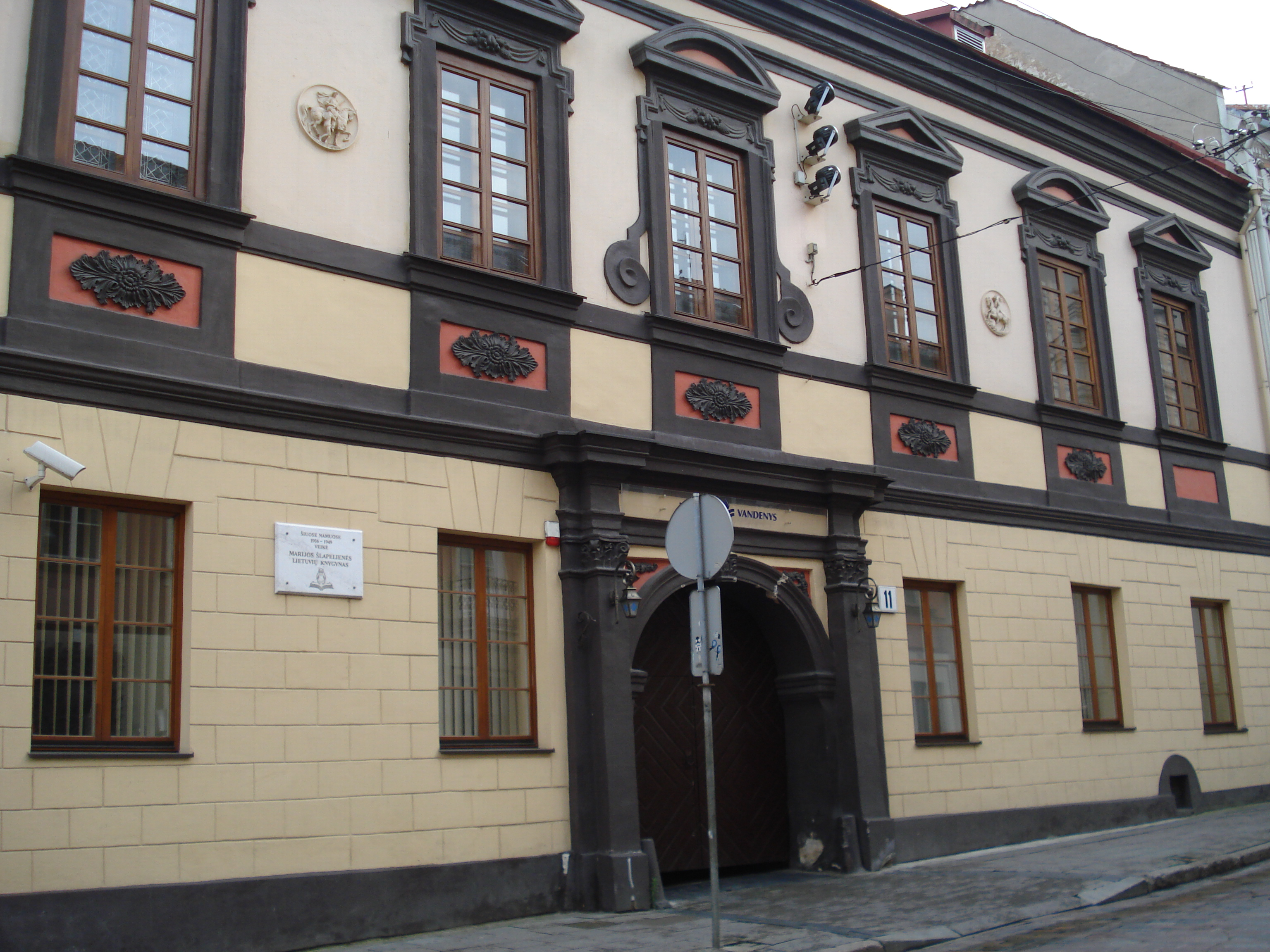
Палац Потіїв у Вільнюсі

- Палац у Варшаві — колишній палац і Юридика, пов'язаний з родом Потіїв.
- Міста, що належали родині: Володава, Рожанка (Люблінське воєводство), Сушно, Тереспіль, Стрижів (Люблінське воєводство), Домброва Велика (Лодзінське воєводство)
- Пам'ятники, що стосуються роду:
  - Домініканський костел та монастир у Гродно, засновані Фридериком Сапегою та його дружиною Кристиною Сапежиною, уродженою Потій
  - Палац Потіїв у Любліні (нині Меморіальна палата друкарні)
  - Палац Поцтіїв у Вільнюсі на Домініканській вулиці
  - Потіївська каплиця 1783 р. у костелі св. Терези у Вільнюсі
  - Монастир Св. Людовика ордена Отців Паулінів у Влодаві
  - пізньобароковий палац у Стрижіві, побудований 1762 — 1786 роках Людовиком Гонората (уроджений Потій) та Станіславом Любомирським.